# Citroën BX 4TC
Chronologie des modèles
Citroën Visa 1000 pistes
La Citroën BX 4TC est une voiture de compétition produite par Citroën et issue de la voiture de tourisme Citroën BX. Un modèle de série, construit à 200 exemplaires, pour répondre aux exigences de la catégorie Groupe B du championnat du monde. Un recensement est même effectué.

## Version course
Avec comme objectif le Championnat du monde des rallyes 1985, le développement de la nouvelle groupe B se déroule sous le contrôle des services commerciaux de Citroën. C'est la BX, dernier modèle sorti, qui est naturellement choisi en 1983. Chapeauté par le pilote Guy Verrier, le projet doit prendre un maximum de pièces de série dans la banque d’organes PSA. Les 20 voitures sont construites par le service compétition Citroën sis à Trappes et les coques par Heuliez. Les premiers tests se déroulent sur circuit en décembre 1985, mais révèlent de gros handicaps : poids élevé, manque de puissance et sous-virage prononcé en raison de l’important porte à faux du groupe motopropulseur en position longitudinale en avant du train avant et de difficultés à régler la suspension hydropneumatique en conséquence.  
Cette architecture générale est due à l’inspiration prise sur la brillante Audi quattro, la Peugeot 205 n’avait pas encore démontré les bienfaits de la position transversale centrale arrière du groupe motopropulseur dans cette compétition. 
Après deux abandons pour casse et sortie de route au Monte-Carlo 1986, C'est en Suède que la BX obtiendra sa meilleure place, sixième, grâce à Jean-Claude Andruet. À leur dernière participation au rallye de l'Acropole, les trois BX abandonnent. Citroên se désengage ensuite du championnat à la suite des drames du Portugal et du tour de Corse, pour améliorer ses voitures,. 
En dehors de l'expérience en Championnat du monde des rallyes, la voiture a été engagée en rallycross en 1989 par Jacky Pivert, mais sans résultat significatif pour lui. 
En 1991, 1992 et 1993 Jean-Luc Pailler devient triple Champion de France de rallycross avec sa Turbo 4x4, ainsi que Champion d'Europe de Division 2 en 1993. Sa BX n'était pas une 4TC mais un prototype totalement distinct. (moteur 1900)
La 4TC n'aura donc pas connu beaucoup de succès pendant sa courte carrière en rallye. Outre les défauts évoqués ci-dessus et la relative faiblesse des moyens comparés aux autres marques, l'arrêt inopiné du groupe B l'année suivant son premier engagement n'a pas laissé le temps à Citroën de parfaire la mise au point. La voiture avait pourtant suscité de fortes attentes à l'annonce de son lancement, en raison des succès passés de Citroën en rallye avec la DS. La marque en gardera pendant plusieurs années un souvenir cuisant.

## Version série
L'homologation en groupe B exige la fabrication et la vente au public de 200 versions routières "clients". Seuls 86 exemplaires trouvèrent preneur, les invendus (aussi réalisés par Heuliez) furent détruits sur décision de Citroën. 
Elle est équipée d’une transmission intégrale, de la suspension hydropneumatique, ainsi que de trains roulants avec double triangulation qui n’ont plus rien à voir avec la BX de série. La direction à rappel asservi DIRAVI de la CX est montée. Outre une précision proverbiale et une insensibilité aux perturbations des irrégularités de la route, le verrouillage hydraulique de cette direction évite les remontées de couple lors des puissantes accélérations. 
Le prix de la BX 4TC était de 248 500 F en 1986. Une des Citroën BX 4TC conservée par Heuliez dans son conservatoire a été mise en vente le 7 juillet 2012 par Artcurial. Cette BX 4TC était annoncée comme roulante, en excellent état de carrosserie, avec un habitacle impeccable. Elle affichait 1036 kilomètres au compteur. Cet exemplaire présentait deux particularités : d'une part, la voiture fut en son temps assemblée à la main par des élèves en carrosserie du Lycée Professionnel de Niort, d'autre part, pour la distinguer des autres modèles, elle fut peinte en noir. Estimation : 40 000 à 60 000 euros - Montant de l'enchère : 32 167 euros,. 
Moteur type N9TE variante 176D d’un rapport volumétrique de 7/1, il affiche une puissance de 200 ch DIN à 5 250 tr/min. 4 cylindres en ligne (carter en fonte), 2 141 cm3, culasse en aluminium 8 soupapes, distribution par chaîne et arbre à cames en tête. Ce type de moteur est à cette époque utilisé sur Peugeot 505 Turbo, il s’est avéré très robuste en compétition et offre un bon potentiel d’augmentation de puissance. Ce moteur est d’origine Simca qui l’avait conçu pour équiper les Chrysler 160/180 et 2l, il fut également employé en 2,2l sur les Talbot Tagora et Matra Murena. Placé longitudinalement en porte-à-faux avant, il est gavé par turbocompresseur Garrett avec échangeur air/air et un moto-ventilateur électrique (dérivé de celui du système de ventilation) pour limiter le trou à bas régime. Injection L-Jetronic Bosch. Accouplé à une boîte de vitesses type DS/SM/C35 à cinq rapports.
Les mauvaises ventes de la BX 4TC de série s'expliquent principalement par son manque d'image dû au peu de succès de la déclinaison rallye, et par ses performances un peu en retrait pour une sportive d'une telle extraction, notamment à cause de son poids. 
Il est à noter qu’en raison du caractère très particulier de ces autos dérivées de la compétition, les autres marques qui pouvaient prétendre à une image plus valorisante grâce à leurs titres sportifs n’ont eu guère moins de mal pour les écouler. Chères, particulièrement ostentatoires voire disgracieuses, peu pratique au quotidien. La BX 4TC pouvait revendiquer la meilleure habitabilité et surtout le meilleur confort dans ce sous-segment confidentiel.
Son exclusivité, son âme très Citroën (suspension hydropneumatique et style à forte personnalité dérivé de la BX) et, malgré tout, son histoire en sport automobile, ont avec le temps pris le pas sur sa mauvaise image. La 4TC est devenue un véritable collector dont les rares exemplaires s'échangent à plusieurs dizaines de milliers d'euros.
Performances constructeur : 220 km/h et 0 à 100 km/h en 7,5 secondes.
Performances mesurées : 211km/h, 0 à 100 en 9,1 secondes (Sport Auto)
http://www.zeperfs.com/fiche1024-citroen-bx-4tc.htm

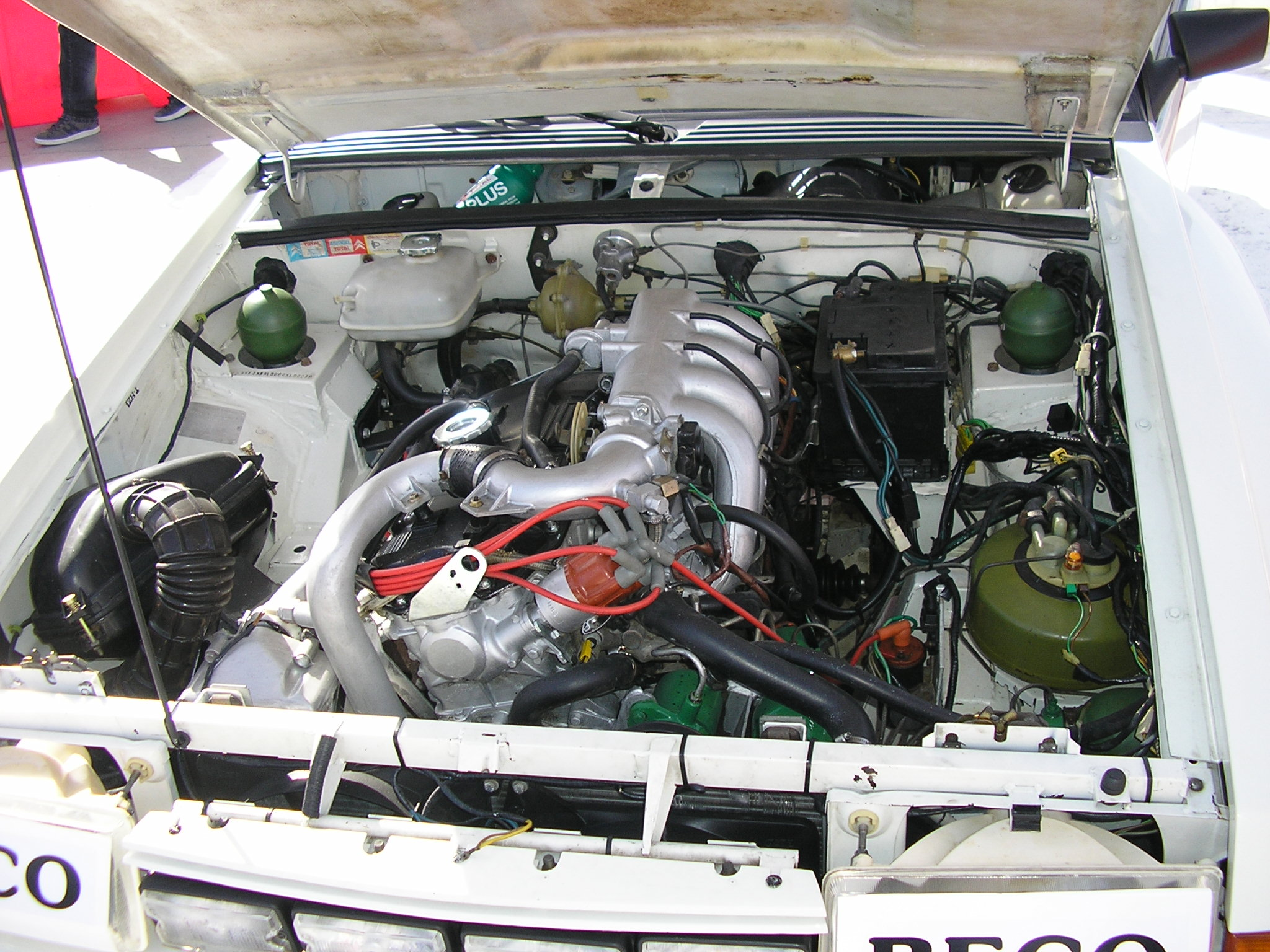
Moteur de la BX 4 TC